# Bartłomiej Kłudka
Bartłomiej Kłudka (ur. 14 maja 2002 w Lubinie) – polski piłkarz występujący na pozycji prawego obrońcy w polskim klubie Zagłębie Lubin. Młodzieżowy reprezentant Polski.

## Kariera klubowa
Kłudka rozpoczął swoją karierę w juniorach Zagłębia Lubin. W sezonie 2020/2021 zawodnik rozpoczął grę dla trzecioligowych rezerw tego klubu. W sezonie 2021/2022 Kłudka kontynuował grę w rezerwach, łącząc ją jednak z występami w pierwszym zespole Zagłębia, w którym zadebiutował 30 października 2021 w zremisowanym 0-0 meczu 13. kolejki Ekstraklasy z Górnikiem Zabrze. Łącznie Kłudka wystąpił w sezonie 2021/2022 w 7 spotkaniach Ekstraklasy, na które złożyły się 193 rozegrane minuty.
W sezonie 2022/2023 Kłudka początkowo nie odgrywał istotnej roli w pierwszej drużynie Zagłębia i występował dla drugoligowych rezerw tego klubu. W dalszej części sezonu stał się jednak zawodnikiem pierwszego składu Zagłębia, występując w 21 spotkaniach Ekstraklasy.

## Kariera reprezentacyjna
Kłudka zadebiutował w reprezentacji Polski U-21 23 września 2022 w przegranym 0:1 meczu towarzyskim z reprezentacją Grecji. Swojego pierwszego gola dla reprezentacji zawodnik strzelił 27 września 2022 w zremisowanym 1:1 spotkaniu z reprezentacją Łotwy.